# Martino
Martino ist ein italienischer männlicher Vorname und Familienname.

## Herkunft und Bedeutung
Martino ist die italienische Form des römischen Namens Martinus, der sich seinerseits von dem römischen Gott Mars ableitete. Im deutschsprachigen Raum ist die Form Martin gebräuchlich.

## Namensträger

### Historische Zeit
- Martino da Canale, venezianischer Chronist des 13. Jahrhunderts
- Maestro Martino (eigentlich Martino de Rossi), Gastrosoph des 15. Jahrhunderts
- Martino Longhi der Ältere (~1530–1591), italienischer Architekt
- Martino Longhi der Jüngere (1602–1660), italienischer Architekt
- Martino Pesenti, italienischer Komponist, Organist und Cembalist im 17. Jahrhundert
- Martino Bitti (~1656–1743), italienischer Violinist und Komponist des Barock
- Martino Altomonte (1657–1745), österreichischer Barockmaler

### Vorname
- Martino Aichner (1918–1994), italienischer Pilot, Anwalt und Unternehmer
- Martino Canessa (* 1938), italienischer römisch-katholischer Bischof
- Martino Ciano (* 1978), Schweizer Boxer
- Martino Conti (1932–2021), italienischer Theologe
- Martino Finotto (1933–2014), italienischer Autorennfahrer
- Martino Gamper (* 1971), italienischer Designer
- Martino Gomiero (1924–2009), italienischer römisch-katholischer Bischof
- Martino Matronola (1903–1994), italienischer Abt
- Martino Mona (* 1972), Schweizer Jurist und ordentlicher Professor der Universität Bern
- Martino Pedrazzini (1843–1922), Schweizer Anwalt, Rektor und Politiker
- Martino Poggio (* 1978), italienisch-US-amerikanischer Nanophysiker
- Martino Scarafile (1927–2011), italienischer römisch-katholischer Bischof
- Martino Severi, italienischer Autorennfahrer

### Familienname
- Al Martino (1927–2009), US-amerikanischer Sänger
- Angel Martino (* 1967), US-amerikanische Schwimmerin
- Antonio Martino (1942–2022), italienischer Politiker
- Bernard Martino (* 1941), französischer Autor und Regisseur
- Bruno Martino (Musiker) (1925–2000), italienischer Pianist, Sänger und Komponist
- Bruno Martino (Fußballspieler) (* 1996), uruguayischer Fußballspieler
- Dal Martino (* 1959), deutscher Bassist
- Donald Martino (1931–2005), US-amerikanischer Komponist
- Edoardo Martino (1910–1999), italienischer Politiker
- Enrico Martino (* ?), italienischer Fotojournalist
- Ettore Perrone di San Martino (1789–1849), italienischer General
- Francesco Martino (Turner) (1900–1965), italienischer Turner
- Francesco Martino (Politiker) (* 1937), italienischer Politiker
- Gaetano Martino (1900–1967), italienischer Politiker
- Gerardo Martino (* 1962), argentinischer Fußballspieler und -trainer
- Gina Martino, US-amerikanische Schauspielerin, Filmproduzentin und Casting-Direktorin und ein Model
- Giuseppe Martino (1915–2001), italienischer Radrennfahrer
- Giovanni Revedin Di San Martino (* 1904), italienischer Diplomat
- Joseph Francis Martino (* 1946), US-amerikanischer Geistlicher, emeritierter Bischof von Scranton
- Joseph P. Martino (1931–2022), US-amerikanischer Science-Fiction-Autor und Wissenschaftsberater
- Kyle Martino (* 1981), US-amerikanischer Fußballspieler
- Luciano Martino (1933–2013), italienischer Filmproduzent, Drehbuchautor und Regisseur
- Massimo Martino (* 1990), luxemburgischer Fußballspieler
- Pat Martino (1944–2021), US-amerikanischer Jazzgitarrist
- Pierre Martino (1880–1953), französischer Romanist und Literaturwissenschaftler
- Renato Raffaele Martino (1932–2024), italienischer Kardinal
- Rinaldo Martino (1921–2000), argentinisch-italienischer Fußballspieler
- Samuel Martino (* 1970), salvadorianischer Tennisspieler
- Sergio Martino (* 1938), italienischer Filmregisseur
- Steve Martino (* 1959), US-amerikanischer Regisseur